# Semnan-Raumfahrtzentrum

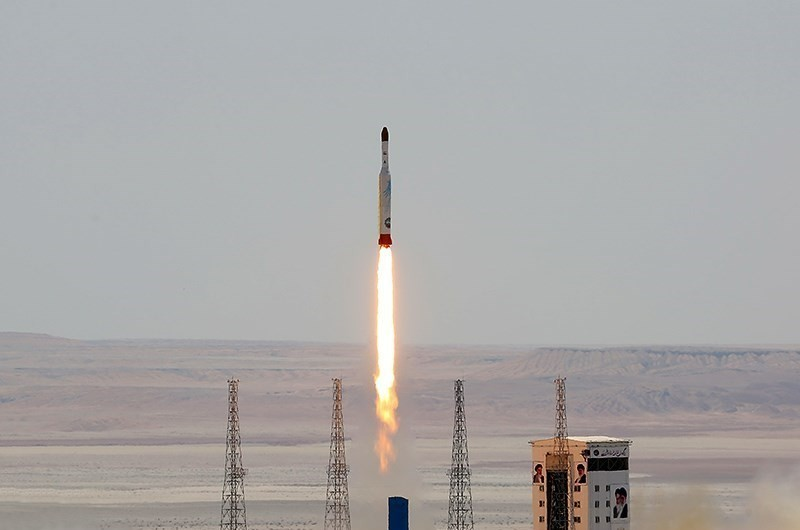
Raketenstart vom Hauptstartplatz des Semnan-Raumfahrtzentrums

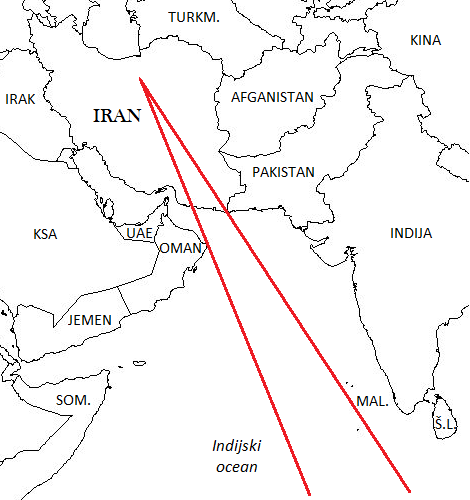
Ein Startkorridor von Semnan zu internationalem Gewässer im Indischen Ozean mit einer Bahnneigung von 55°–66°

Das Semnan-Raumfahrtzentrum (مرکز فضایی سمنان) ist der Haupt-Raketenstartplatz des Iran. Es wurde 2004 eröffnet und befindet sich etwa 50 km südöstlich von Semnan am Nordrand der Wüste Kawir in der Provinz Semnan im Nordiran. Betrieben wird es von der Iranischen Weltraumagentur (ISA). Der Hauptstartplatz des Komplexes ist das Imam Khomeini Space Launch Terminal. Neben Raketen zu Forschungszwecken werden von Semnan auch militärische Raketen gestartet.

## Geschichte

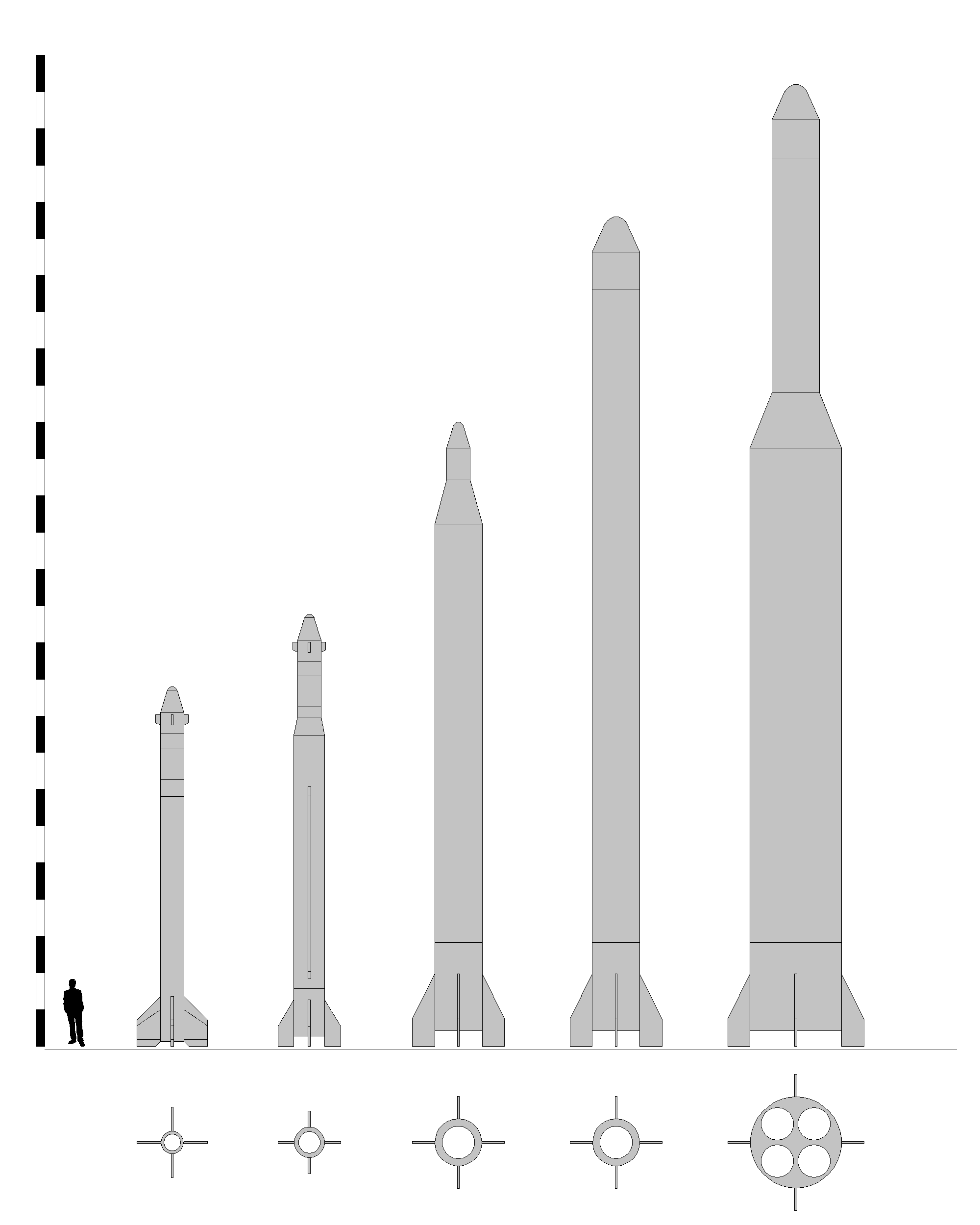
Iranische Trägerraketen, v.l.n.r: Kavoshgar-C, Kavoshgar-D, Kavoshgar-1, Safir, Simorgh

Das Zentrum nahm am 1. Februar 2004 den Betrieb auf. Am 2. November 2006 wurde der erste atmosphärische Flug mit einer Kavoshgar-1, einem Vorgänger der Safir-Rakete, durchgeführt. Der erste Flug in die Mesosphäre folgte am 25. Februar 2007. Am 4. Februar 2008 überstieg eine in Semnan gestartete Kavoshgar-1 erstmals die Kármán-Linie und erreichte den Weltraum.
Am 16. August 2008 wurde ein von einer Safir-1 geflogener DemoSat, ein Massensimulator ohne weitere Funktion, das erste iranische Objekt im Erdorbit, was einige Medienaufmerksamkeit erregte. Am nächsten Tag soll eine weitere Safir-Rakete zu Testzwecken gestartet worden sein. Der erste funktionstüchtige iranische Satellit Omid wurde am 2. Februar 2009 von Semnan in den Orbit geschossen. Seitdem wurden mit Rasad 1, Navid und Fadschr drei weitere Satelliten von Semnan aus in eine erdnahe Umlaufbahn befördert, während mindestens drei weitere fehlschlugen und keine Orbitalgeschwindigkeit erreichten.
Außerdem wurden von Semnan weitere Suborbital- und atmosphärische Flüge durchgeführt, einige davon mit biologischen Testobjekten wie zwei Rhesusaffen, Nagetieren und wechselwarmen Tieren wie zwei Schildkröten. Am 19. April 2016 wurde erstmals erfolgreich die Samorgh-Rakete getestet. Vermutlich am 31. Januar 2021 wurde erstmals die neuartige Zuljanah-Rakete am Semnan-Weltraumzentrum getestet. Insgesamt wurden bis November 2022 mindestens 24 Starts durchgeführt, von denen acht beim Start oder während des Fluges fehlschlugen.

## Startrampen

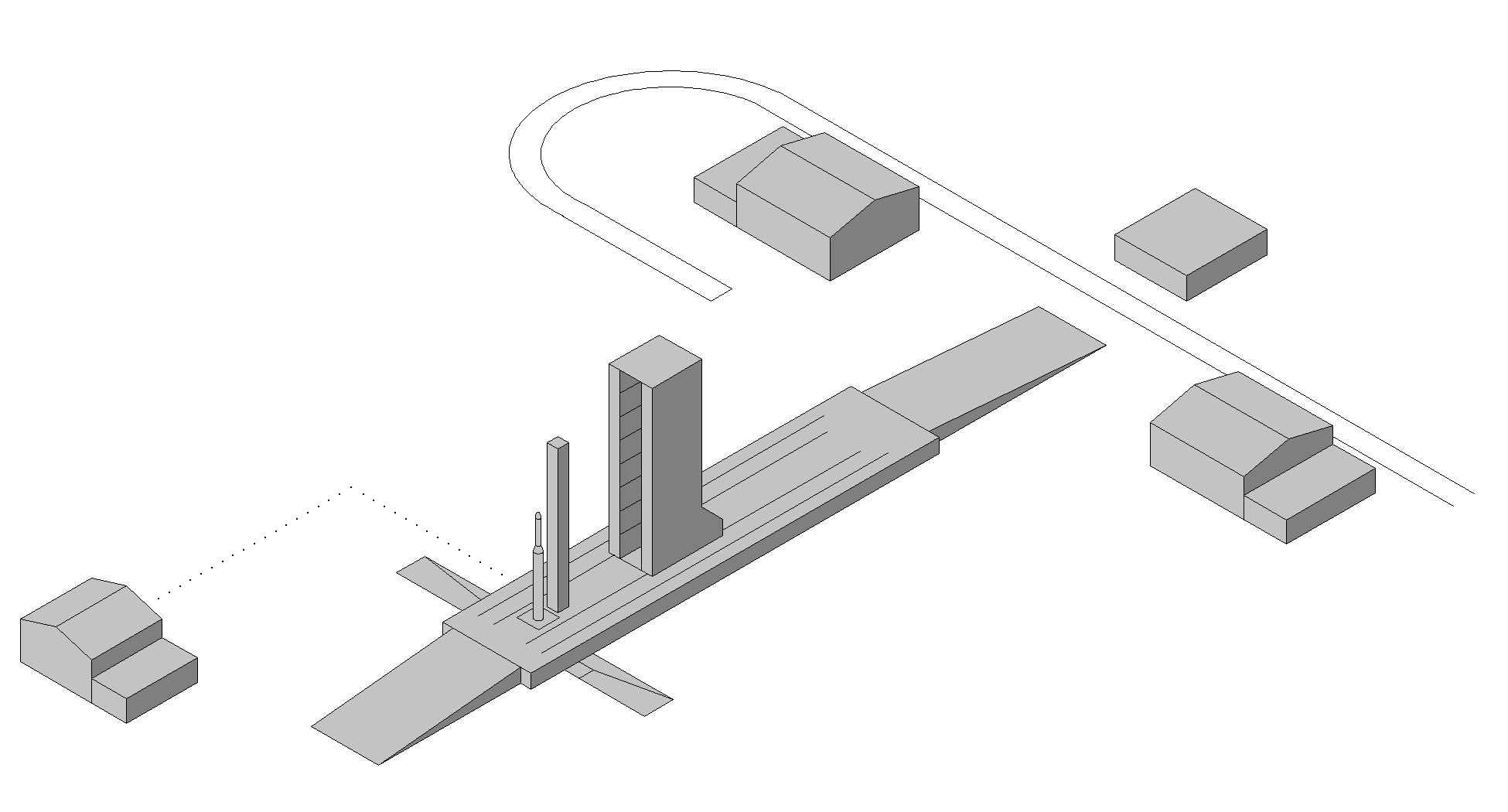
Modell der Hauptstartrampe, links das Gebäude mit den Treibstofftanks, mittig die Startrampe mit Simorgh-Rakete, rechts Werkhallen.

Die frühen Kavoshgar-Starts wurden bis 2013 von einer mobilen Startrampe durchgeführt. Die älteste feste Startrampe ist die Runde Startrampe. Sie besteht aus ebenem Terrain mit einem runden, asphaltierten Bereich von 65 m Durchmesser, in dessen Zentrum ein Betriebsturm steht. Erkennbar ist sie an dem hellblauen Hintergrund mit dem Logo der ISA. 2009–2010 wurde im Nordosten ein großes Testzentrum für Raketen errichtet, das ebenfalls für einen Startplatz gehalten wurde.
Die Hauptstartrampe (Imam Khomeini Space Launch Terminal) wurde erstmals 2016 für die Simorgh-Rakete benutzt. Sie befindet sich im Osten des Komplexes in einer achteckigen abgesperrten Zone von 51 Hektar, womit sie das größte Element des Raumfahrtzentrums ist. Eine Straße führt aus Nordwesten in die Zone, die das Kerngebiet in zwei innere Zonen, die obere und die später gebaute untere, teilt. Die untere Zone besteht aus einer großen Startrampe mit vier Blitzableitertürmen und vier großen Gebäuden für Montage und Lagerung der Raketen.
| Karte des Semnan-Raumfahrtzentrums | Karte des Semnan-Raumfahrtzentrums |
| ---------------------------------- | --- |
|                                    | (A): Kommunikationsantennen (E): Verteilungs-Substationen (K): Runde Startrampe (L): Imam-Khomeini-Startrampe (Hauptstartplatz) (M): Anbau des Raketenantriebs (O): Operationszentrum (P): Startplätze für ballistische Raketen (T): Testzentrum für Raketenantriebe (U): Ziviles Verwaltungszentrum (V): Militärisches Verwaltungs- und Technikzentrum |